# コッカトゥー島 (ニューサウスウェールズ州)
座標: 南緯33度50分49秒 東経151度10分16秒 / 南緯33.84694度 東経151.17111度
コッカトゥー島、あるいは、コカトゥー島（英語:Cockatoo Island）はオーストラリア・ニューサウスウェールズ州のシドニー湾に浮かぶ最大の島であり、パラマッタ川とレーンコウヴ川の合流地点にある。かつて、コッカトゥー島には、刑務所、少年院、監獄が設置されていた。また、20世紀の間では、オーストラリア最大の船渠が設けられていた。その船渠のうち、2つが1857年に、囚人の手によって建設されたものである。2010年に、UNESCOの世界遺産に、他の10の遺産と共に、「オーストラリアの囚人遺跡群」の1つとして、登録された。

## 歴史
ヨーロッパ人が到来する以前のコッカトゥー島は、おそらく、シドニー湾沿岸に住むアボリジニーが使っていたものと思われる。
1839年、ニューサウスウェールズ植民地総督であったジョージ・ギプスによって、コッカトゥー島に、刑務所を新設することが決定された。1839年から1869年の間のコッカトゥー島の施設といえば、刑務所のみであった。初期のコッカトゥー島の住民はノーフォーク島からの受刑者であり、彼らによって岩で作られたサイロが建設された。1842年には、140トンの穀物がこのサイロに貯蔵された。
コッカトゥー島刑務所の最初期の囚人で有名なものの一人に、無法者（en）のキャプテン・サンダーボルト（en）が挙げられる。サンダーボルトの妻が脱獄できる道具を携えて、シドニー本土からコッカトゥー島まで泳ぎ、その後、二人でシドニー本土へ脱獄したことで、サンダーボルトの名前は、有名となった。
後に、コッカトゥー島において、砕石がなされるようになり、コッカトゥー島の囚人用建築物のみならず、サーキュラー・キーを含むシドニー建設にコッカトゥー島の石材が使われるようになった。1847年から1857年にかけて、囚人たちは、オーストラリア初の船渠となるフィッツロイ・ドック（Fitsroy Dock）の建設に従事することとなった。42,000m3の岩が砕石され、そのうち、14,000m3が船渠に用いられた。
フィッツロイ・ドックの礎石は1854年6月5日、当時のニューサウスウェールズ植民地総督であったチャールズ・アウグストゥス・フィッツロイ（en）の手によって、置かれることとなった。そのため、この船渠の名前は、この総督の名前にちなんだものとなっている。1857年の完成当時、船渠は、長さ96メートル、横幅23メートル、船渠の入口の幅は18メートルであった。1857年12月に、この船渠に初めて繋留された船舶はHMS_Herald（en）であった。
1864年、コッカトゥー島の管轄は、ニューサウスウェールズ刑務局と公共労働局の2者に分割された。後者が、ドックヤードの拡張工事の中心となった。1869年に、コッカトゥー島の刑務所に収容されていた囚人は、ダーリンハースト刑務所（en）に移された。
1860年代からフィッツロイ・ドックは拡張工事が断続的に実施され、1880年代には、長さ196メートルにまで拡大した。
1882年から1890年にかけて建設されたのが、サザーランド・ドックである。この船渠の名前は、ジョン・サザーランド労働大臣にちなんでつけられたものである。1890年に完成したサザーランド・ドックは、2万トン旧の船舶が繋留するのに十分な大きさを持っていた。
1913年より、コッカトゥー島は、コモンウェルス・ナーヴァル・ドックヤードが所有することとなったが、1933年には、コッカトゥー・アイランド・ドックス・アンド・エンジニアリングが所有することとなった。1913年から、1927年までの間、サザーランド・ドックには、オーストラリア海軍の船舶が繋留していた。
第二次世界大戦中のコッカトゥー島の役割は、シンガポールの戦いで、シンガポールが日本軍の手に陥落したことから重要性が増すこととなった。少なくとも、戦争中に20隻の船舶がコッカトゥー島で建造された。終戦後も、コッカトゥー島では海軍及び民間船舶のためにドックヤードは稼動し続け、それは、1992年まで続いた。
コッカトゥー島で建造された船舶は以下の船舶である。
- HMAS Warrego（en）:1911年4月4日に進水した水雷艇。コッカトゥー島で建設された最初のオーストラリア海軍の船舶である。
- HMAS Huon（en）:1914年建造の駆逐艦。
- ブリスベン_(軽巡洋艦):1915年建造の軽巡洋艦。
- アデレード_(軽巡洋艦):1918年建造の軽巡洋艦。
- アルバトロス_(水上機母艦):1928年建造の水上機母艦。
- スチーム・タグ・ワットル（en）:1933年に就航し、メルボルン近海で運用された商用船。
- HMAS Vigilant（en）:1928年に進水した、コッカトゥー島で建造された120隻目の船舶。
- トライバル級駆逐艦_(2代):1940年進水のHMAS_Arunta_(I30)（en）、1942年進水のHMAS_Warramunga (I44)（en）、1944年進水のHMAS_Bataan (I91)（en）。
- HMAS Tobruk (D37)（en）:1950年進水のバトル級駆逐艦
- ヴァンパイア_(駆逐艦・2代):1956年進水の駆逐艦。
- サクセス_(補給艦):1984年進水の補給艦。

オーストラリア・ライト・デストロイヤー・プロジェクト（en）は、イギリス海軍のタイプ21（en）と同様に10隻の駆逐艦の建造を1970年代から1980年代にかけて、実施するというものであった。しかし、製造コストが上昇したことから、1972年に成立したゴフ・ホイットラム内閣時代には、建造計画は3隻まで縮小した。
コッカトゥー島の海事産業は1992年に操業を停止した。2005年、コッカトゥー島フェスティヴァルが開催され、再び、開放されるようになった。現在では、コッカトゥー島はシドニー・ハーバー・フェデレーション・トラストによって運営されている。2008年には、コッカトゥー島内に、キャンプ場も整備され、島内からはシドニー湾にかかるハーバー・ブリッジを一望することも可能である。また、島内の2つの住居遺産は休日の住宅として、現在では利用可能である。

## 世界遺産登録基準
この世界遺産は世界遺産登録基準のうち、以下の条件を満たし、登録された（以下の基準は世界遺産センター公表の登録基準からの翻訳、引用である）。
- (4) 人類の歴史上重要な時代を例証する建築様式、建築物群、技術の集積または景観の優れた例。
- (6) 顕著で普遍的な意義を有する出来事、現存する伝統、思想、信仰または芸術的、文学的作品と直接にまたは明白に関連するもの（この基準は他の基準と組み合わせて用いるのが望ましいと世界遺産委員会は考えている）。